# Westermannia tamsi
Westermannia tamsi är en fjärilsart som beskrevs av Van Eecke 1924. Westermannia tamsi ingår i släktet Westermannia och familjen trågspinnare. Inga underarter finns listade i Catalogue of Life.